# Anatole Beck

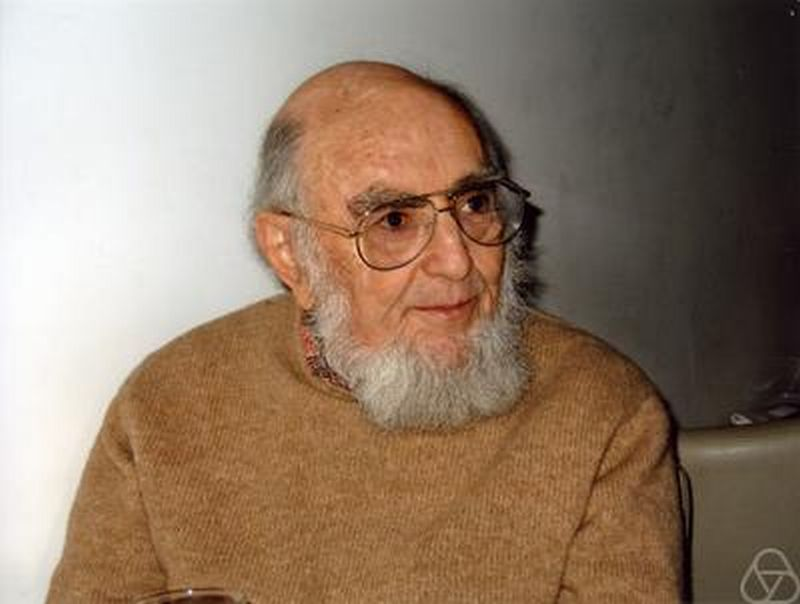
Anatole Beck (2008)

Anatole Beck (* 19. März 1930 in New York City; † 21. Dezember 2014) war ein US-amerikanischer Mathematiker.
Beck studierte am Brooklyn College (Bachelor-Abschluss 1951) und wurde 1956 an der Yale University bei Shizuo Kakutani promoviert (On the Random Ergodic Theorem). 1958 wurde er Assistant Professor und ab 1966 Professor an der University of Wisconsin–Madison.
Er war unter anderem Gastprofessor an der TU München, der London School of Economics und Gastwissenschaftler an der Universität Göttingen, der University of Warwick, der Universität London und der Hebrew University.
Er befasste sich mit Ergodentheorie, topologischer Dynamik, Wahrscheinlichkeit in Banachräumen, Maßtheorie, Suchtheorie und Mathematik in den Sozialwissenschaften.

## Schriften
- Mit Michael N. Bleicher, Donald W. Crowe:  Excursions into Mathematics, A. K. Peters 2000 (zuerst 1967)
- Continuous flows in the plane, Grundlehren der mathematischen Wissenschaften, Springer Verlag 1974 (Mitwirkung Jonathan und Mirit Lewin)
- Mit M. Bleicher: Einlagerung konvexer Mengen in eine ähnliche Menge, in Konrad Jacobs: Selecta Mathematica, Band 3, Springer Verlag 1971
- Ein Paradoxon. Der Hase und die Schildkröte, in Konrad Jacobs: Selecta Mathematica, Band 5, Springer Verlag 1979